# CPF-nummer
CPF-nummer eller bara CPF (brasiliansk portugisiska: [sepeˈɛfi], förkortning av Cadastro de Pessoas Físicas – ’Register över fysiska personer’) är ett personligt id-nummer i Brasilien. Registret förs av Brasiliens federala skattemyndighet, Receita Federal do Brasil. Det innehåller uppgifter om fysiska personer som direkt eller indirekt betalar skatt i Brasilien. 
CPF-numret kan utfärdas från födseln och gäller för hela livet. Även avlidna personer, utländska medborgare och personer bosatta utanför Brasilien kan ha CPF. CPF-numret är unikt i hela landet och för respektive innehavare.
Numret består av 11 siffror på formen 123.456.789-09, varav de sista två är kontrollsiffror baserade på de nio första siffrorna.

## Användning
Det huvudsakliga id-dokumentet i Brasilien är Cédula de Identidade (även Registro Geral, RG). Id-kortet utfärdas av olika regionala myndigheter och dokumentets uppgifter varierar mellan delstater och utfärdare. Id-numret på dokumentet är inte heller unikt i hela landet vilket medför att en person kan ha flera id-handlingar och id-nummer.
CPF-numret är i praktiken Brasiliens motsvarighet till Sveriges personnummer. Det används dagligen för att identifiera personer vid en mängd olika situationer, till exempel: 
- Inkomstdeklaration
- Momsregistrering vid större och mindre inköp
- Anställning och ansökan till offentliga tjänster
- Inskrivning vid skolor och universitet
- Ansökan om bankkonto och kreditkort
- Teckna el-, vatten- och telefonabonnemang

### CPF på ny identitetshandling 2023
En ny standardiserad version av id-kortet Cédula de Identidade med CPF som id-nummer utfärdas från 2023. Dokumentet kombinerar uppgifterna på det nuvarande id-kortet med CPF-numrets unicitet. 

## Status
Aktuell status för CPF meddelas av Brasiliens skattemyndighet. Avvikande CPF-status, som då inkomstdeklaration saknas, kan medföra problem att genomföra transaktioner som till exempel kreditansökan. Populärt kallat att ha ’smutsigt namn’ – nome sujo. 
CPF-status kan vara:
- Normal
- Inväntar normalisering – inkomstdeklaration saknas
- Avstängd – felregistrering
- Annullerad – dödsfall, dödsbo saknas
- Annullerad – stängt dödsbo
- Annullerad – person dubbelt registrerad
- Spärrad – vid bedrägeri

## Bärare
Ett antal handlingar där CPF-numret finns angivet kan användas som bevis för CPF-registrering, bland andra:
- Id-kort (Cédula de Identidade)
- Nationellt körkort
- Yrkeslegitimation
- Födelsebevis

För digital identifiering och signering av digitala dokument finns e-CPF – ett smartkort med bevis på CPF-registrering.
 

Fram till 2011 utfärdades ett plastkort (utan foto) som bevis på CPF-registrering. 

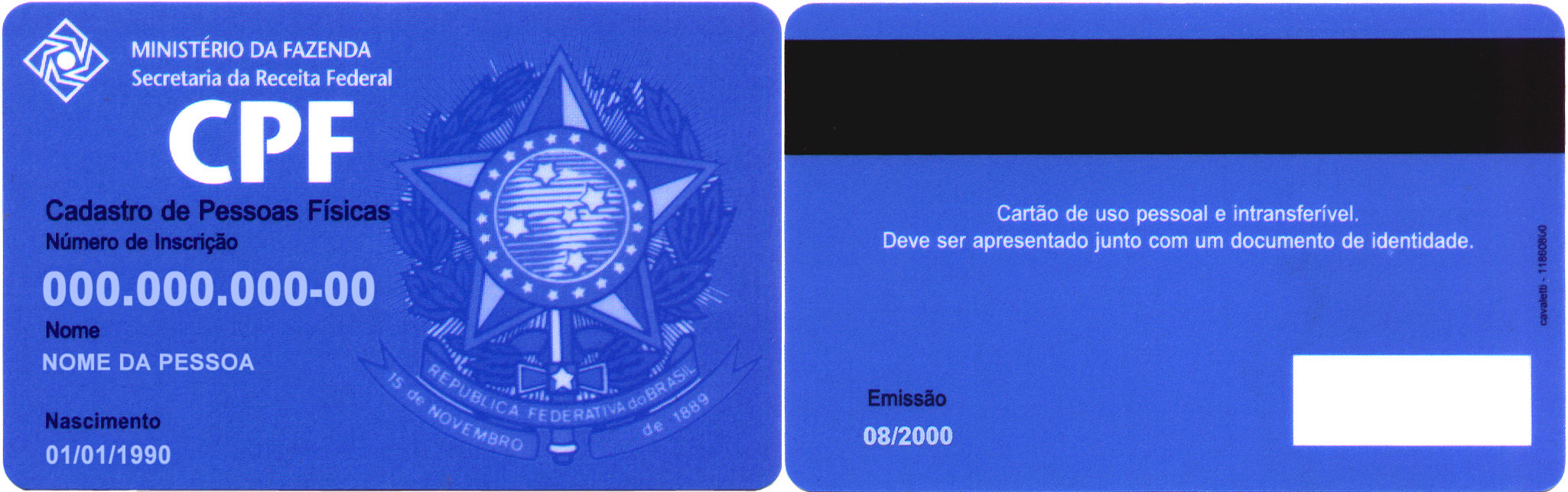
CPF på plastkort,  utfärdat fram till 2011